# Erik Mesie
Erik Mesie (Eindhoven, 12 maart 1957) is een Nederlands zanger.

## Biografie
Mesie, opgegroeid in Apeldoorn, werd in de jaren 80 bekend als zanger en gezicht van de Nederlandstalige band Toontje Lager. Na het uiteenvallen van Toontje Lager in 1986 ging Mesie solo verder. Hij bracht twee albums uit en enkele singles. Zijn grootste succes was Zonder jou, welke op donderdag 27 februari 1986 TROS Paradeplaat was op de befaamde TROS donderdag op Radio 3. De plaat werd mede hierdoor een radiohit in de destijds twee landelijke hitlijsten op de nationale publieke popzender en behaalde de 8e positie in de Nederlandse Top 40 en de 10e positie in de Nationale Hitparade. De plaat was een cover van de Duitse band Münchener Freiheit ("Ohne Dich"), ook uit 1986.
Mesie was van 1994 tot 2015 adviseur muziek bij de Rijnbrinkgroep in Arnhem. Vanaf 1998 is hij daarnaast werkzaam als muziekleraar, op verschillende scholengemeenschappen.
Van 8 tot en met 22 september 2007 toerde Mesie met het Noord Nederlands Orkest (NNO) onder leiding van de Belgische dirigent Dirk Brossé met het cross-overprogramma Symphonic echoes of Pink Floyd, waarin de grote hits van de Engelse popformatie centraal staan. Naast Mesie namen Antonie Kamerling en Bert Heerink de zangpartijen voor hun rekening, bijgestaan door onder meer gitarist Joost Vergoossen.
In het najaar van 2008 zou Mesie het geluid van Toontje Lager wederom ten gehore brengen tijdens de "Ze Zijn Terug tournee", georganiseerd door Live-Events. Hij zou optreden in een programma samen met Herman Erbé (Circus Custers), Splitsing/De Jazzpolitie, Kadanz, Polle Eduard en ook bij 2 avonden Het Goede Doel. De tour werd echter vroegtijdig beëindigd na slechts één optreden. Martijn Bakker van Live-Events werd in oktober 2008 failliet verklaard. PGK Events nam het concept over, maar trok evenals Live-Events de stekker vroegtijdig uit het concept vanwege een tegenvallende kaartverkoop. In 2009 verscheen nog de single Blote Kuiten, deze bereikte wederom de hitparades niet.
Mesie treedt weer op met Toontje Lager, zij het als enig overgebleven lid van de oorspronkelijke bezetting.
Daarnaast was hij tot 14 maart 2024 muziekdocent aan het Pallas Athene College in Ede.
In 2024 was Mesie te zien als secret singer in het televisieprogramma Secret Duets.

## Discografie

### Singles
| Single met eventuele hitnotering(en) in de Nederlandse Top 40 | Datum van verschijnen | Datum van binnenkomst | Hoogste positie | Aantal weken | Opmerkingen                                              |
| ------------------------------------------------------------- | --------------------- | --------------------- | --------------- | ------------ | -------------------------------------------------------- |
| Zonder jou                                                    | 1986                  | 08-03-1986            | 8               | 10           | TROS Paradeplaat Radio 3 / #10 in de Nationale Hitparade |
| Swingking                                                     | 1986                  | 27-09-1986            | tip12           | -            |                                                          |
| Missing                                                       | 1988                  |                       |                 | -            |                                                          |
| Van Vlees En Bloed                                            | 1989                  | 1989                  |                 | -            |                                                          |
| Zonneschijn                                                   | 1989                  | 1989                  |                 |              |                                                          |
| Dansen Bij Maanlicht                                          | 1990                  | 1990                  | -               | -            |                                                          |
| De kater en de fuchsia                                        | 1993                  | 23-10-1993            | tip17           | -            |                                                          |
| Ik dans de zomer                                              | 2017                  |                       |                 |              | Toontje Lager & Erik Mesie                               |
| Ik wil met jou                                                | 2017                  |                       |                 |              | Toontje Lager & Erik Mesie                               |
| Betoverd                                                      | 2023                  |                       |                 |              | '                                                        |

| Album met eventuele hitnotering(en) in de Nederlandse Album Top 100 | Datum van verschijnen | Datum van binnenkomst | Hoogste positie | Aantal weken | Opmerkingen |
| ------------------------------------------------------------------- | --------------------- | --------------------- | --------------- | ------------ | ----------- |
| Erik Mesie                                                          | 1986                  |                       |                 |              |             |
| Een Uitgemaakte Zaak                                                | 1994                  |                       |                 |              |             |
| Waar Gaan We Heen                                                   | 2022                  |                       |                 |              |             |

- MusicBrainz: 853ab620-aaae-47fb-b7e0-979245714187